# Leisztinger Tamás
Leisztinger Tamás (Budapest, 1968. június 21. –) magyar elméleti fizikus, üzletember. A 100 Leggazdagabb 2024-es rangsorában 147 milliárdos vagyonával a 11. helyre sorolta, míg később a Forbes 109,2 milliárd forinttal a 25. helyre. A Befolyás-barométer szerint 2014-ban ő volt a 18. legbefolyásosabb magyar. A leggazdagabb "baloldali milliárdosok" között az első három közt tartják számon.
2023-ra a gép– és fémipar lett a fő profilja, befektetéseinek döntő része kisebb és közepes szerszámgépipari, alkatrészgyártó cégek megvásárlására irányul, megközelítően kétezren dolgoznak vállalkozásaiban. 2023-ban vállaltbirodalma 17 milliárdos EBDITDA-t hozott létre.

## Életpályája

### Fiatalkora, tanulmányai
Terézvárosi értelmiségi családba született, édesapja villamosmérnök, édesanyja fogorvos volt.
A középiskolai tanulmányai során sorra érte el a sikereket a matematika és fizikaversenyeken. Az Eötvös Loránd Tudományegyetem Természettudományi Karának fizikus szakán folytatta tanulmányait, ott diplomázott. Az egyetem mellett taxizással egészítette ki jövedelmét.

### Az első 10 év
1992-ben, végzős műegyetemista tankörtársaival, Fáy Zsolttal és Rostás Attilával – akikkel 1996-os szakításukig közösen vitték minden vállalkozásukat – megalapította a No-com Kft.-t Erre a kft.-re épült aztán a Pixel Graphics Számítástechnikai Kft., melyben, 1993-ban, Leisztinger társtulajdonos lett Multimédiás szoftverekkel kereskedtek, televízióstúdiókat szereltek fel a Sony Broadcast hazai képviselőjeként, illetve irodai és üzleti szoftvereket hoztak be az USA-ból értékesítésre. 1994-ben félmilliárd forintos bevételt könyveltek el.
Leisztinger, 1994-ben, Rostásékkal, 100 000 forint jegyzett tőkével, megalapította a HB Westminster Kárpótlásijegy Befektető Rt.-t (HBW I), mely a kárpótlási jegyek piacával foglalkozott. Másfél év után váltak el útjaik volt tankörtársaival. A HB Westminster Befektetési Rt. aztán később, 2001-ben szűnt meg, jogutód nélkül.
Leisztinger, 1995-ben, egyedül, létrehozta a HB Westminster II. Rt.-t (HBW II), a részvénytársaság névadója Dominique-Francois Jean Arago, francia matematikus-fizikus lett. Az Arago részvénykibocsátása során 13 ezer kisbefektető és 10 cég kárpótlásijegy-csomagját fogadta be. Leisztinger szavazatelsőbbségi részvényt szerzett, evvel egyedül irányíthatta az 1,628 milliárd forint jegyzett tőkéjű céget.
Leisztinger új részvénytársaságának, az Aragonak, az 1990-es évek végére sikerült megszereznie két szállodavállalat, az Eravis Szálloda és Vendéglátó Rt. és a Hunguest Rt., többségi tulajdonát.
1999-ben a Zalakerámia Zrt. többségi részvényese lett, aztán a BÁV Bizományi Kereskedőház Rt. részvényei 20 százalékát vette meg, majd a Pick Szeged Zrt. többségi tulajdonosa is Leisztinger lett.

### A második évtized
2004-ben megvette a Magyar Nemzeti Üdülési Alapítvány (MNÜA) tulajdonát képező szakszervezeti ingatlanvagyont (volt SZOT-vagyon), és Öböl XI. Kft.-je megszerzi a Lágymányosi-öböl körüli harminchat hektáros területet, privatizálja a Kopaszi-gát értékes Duna-parti telkeit. Megszerzi az értéktőzsdét és az árutőzsdét, aztán eladja őket osztrákoknak, megveszi a Forrás Rt.-t.
Ugyancsak 2004-ben, Leisztingert gyanúsították meg a Vas megyében kirobbanó, "fantomtagbotrány" néven elhíresülő MSZP belharc, pártfoglalási kísérlet, hátterében. Ezt követően egyre intenzívebbé válnak a különböző üzleti ügyeit érintő vizsgálódások, így a Fehér úti BKV-telephely ügyében, az Infoparkkal kapcsolatos zsarolás gyanúja ügyében, és a Kopaszi-gát eladásával kapcsolatos korrupció ügyében. Végül bejelenti, hogy 2004-ben visszavonul, Gránicz Jánosra bízza a cégcsoportja vezetését, ő fizikusként dolgozik tovább.
2010-ben az Arago Zrt. vállalkozásán keresztül többségi tulajdont szerzett a Diósgyőri VTK-t működtető korlátolt felelősségű társaságban amelytől 2021 januárjában vált meg. A klub Szíjj László érdekeltségébe került (Borsodi Sport Holding Kft.)
A NER elindulását követően is a nagytőkések kedvezményezetti körében maradt, 2011-ben hatalmas agrártámogatásban részesül.

### A harmadik évtized
Egy hatéves akvizíciós folyamat végén 2016-ban Leisztinger Tamás eladta Hunguest Hotels Zrt-ben levő érdekeltségét. 18 szállodából 14-től vált meg, a maradék 4 szerződéses partnerként működött tovább a hálózat részeként. Schmidl Péter, Jászai Gellért és Somlyai Zoltán lettek az igazgatóság új tagjai, illetve az új felügyelőbizottságban Malasics András és Linczényi Aladin Ádám vállalt szerepet.

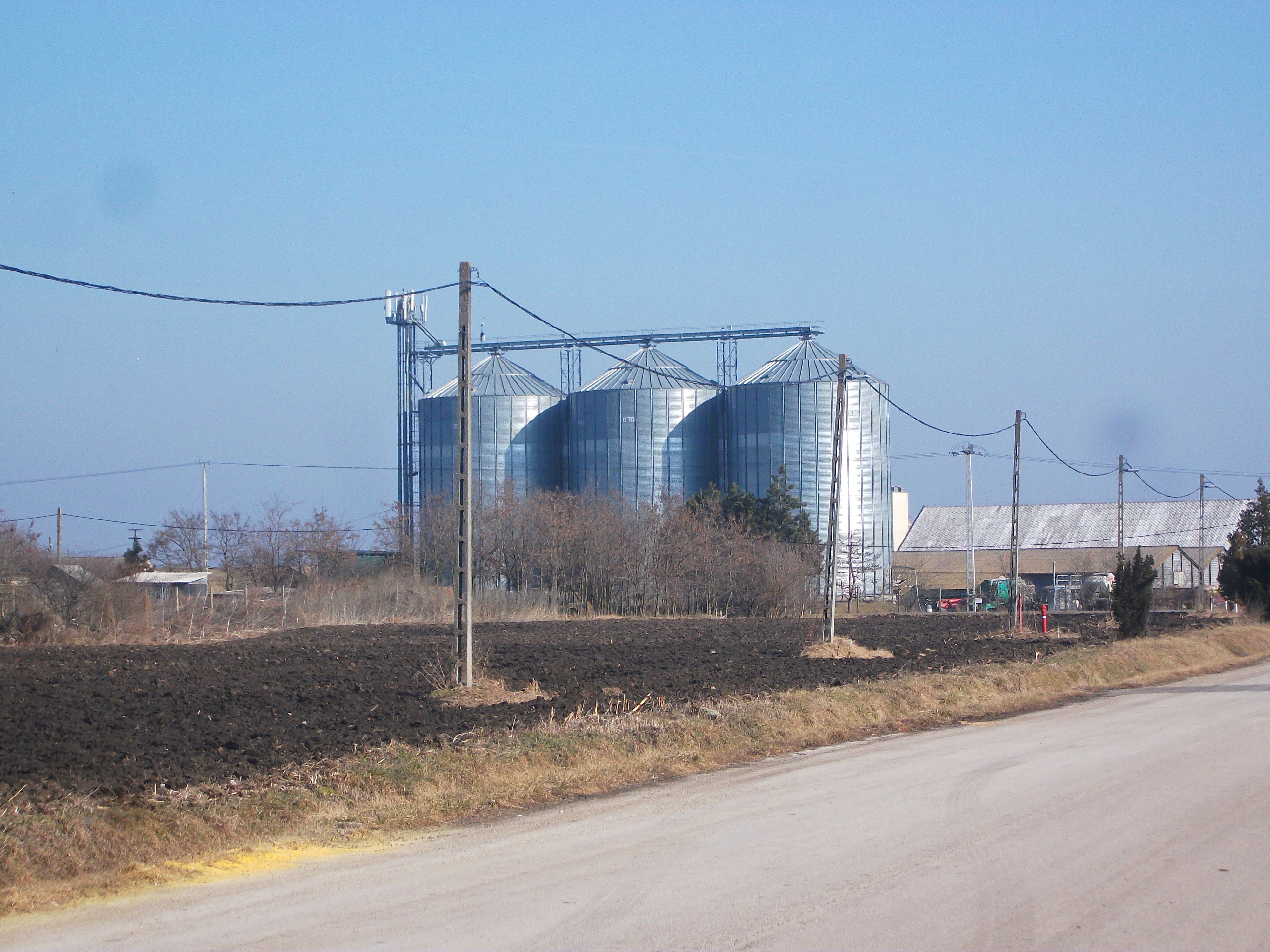
Agárdi Farm Kft-hez tartozott létesítmények Zichyújfaluban.

2016-ban eladta Fejér megyei agrárcégeit (Agárdi Farm Kft., Cserepes-major Kft., Baráka-major Kft., Selymes-major Kft., Tükrös-major Kft.) Garancsi Istvánnak.

### A negyedik évtized
2019-ben Leisztinger Tamás a Proton Trade Zrt. cégén keresztül a Népszavát kiadó XXI. Század Média Kiadó tulajdonosa lett. A kiadónak az első három év kiegyensúlyozott gazdálkodását követően 2022-ben 1,9 milliárd forintos árbevétel mellett 137 millió forint vesztesége keletkezett. Leisztinger emiatt 110 millió forinttal 3 millió forintra csökkentette a kiadó törzstőkéjét.
2021-ben 700 milliós árbevétel mellett 61 millió forint nyereséget termelt Leisztinger borsodi szénmedencében, Miskolc, Kazincbarcika, és Ózd vonzáskörzetében lévő Ormosszén Zrt. szénbányája, melyet 2022 végén közel 4 milliárd forintért eladott az államnak.
2023 végén Leisztinger Forrás Nyrt. cége leánycége a FRS Properties Ingatlanforgalmazó Zrt. 2,1 milliárd forintért megvette a Mezőkövesdi repülőteret.

## Személye körüli viták
Leisztingert már a Horn-kormány idején azzal támadták, hogy MSZP közeli vállalkozó, közeli kapcsolatot ápol az MSZP köreivel. Számos projektjét vádolták azzal, hogy elvtelen párt –, vagy állami segítséggel valósította meg azokat. A baloldal egyik leggazdagabb és legbefolyásosabb milliárdosaként, "klasszikus vörös bárójaként" számontartott nagyvállalkozót 2019-ben viszont már NER-közelinek, sőt NER-oligarchának is titulálták. A 2019-es magyarországi önkormányzati választás kampányában volt élettársát, Tüttő Katát, az ellenzék közös belvárosi polgármesterjelöltjét, próbálták ellehetetleníteni Leisztinger vitatott hátterű ingatlanügyével.

## Magánélet
Leisztinger Tamásnak 6 gyermeke van. Volt élettársa Tüttő Kata, főpolgármester-helyettes, akivel két közös gyermekük van. Magyarországon szeret pihenni, főként a zalai erdőkben és a Pilisben szokott kirándulni.
1998 és 2005 között Leisztinger volt a Magyar Sakkszövetség elnöke. Leisztinger 14 éves korára elérte az 1700 Élő-pontot, mely a sakkban komoly teljesítmény. Elnöksége idején két csapatot is szponzorált az NB I-ben, rendbe tette a szövetség költségvetését, kibékítette a sportág vezetőit a Polgár lányok, Judit, Zsuzsa és Zsófia édesapjával, felújíttatta a Magyar Sakkszövetség központi irodáját. Baráti kapcsolatban áll Csányi Sándorral.